# Luray
Luray es una comuna francesa situada en el departamento de Eure y Loir, en la región de Centro-Valle del Loira.

## Demografía
| 520 | 871 | 1020 | 1009 | 1281 | 1308 | 1531 |
| Para los censos de 1962 a 1999 la población legal corresponde a la población sin duplicidades (Fuente: INSEE [Consultar]) |     |      |      |      |      |      |